# Guane
Guane là một đô thị ở tỉnh Pinar del Río của Cuba.
Đô thị này được chia thành các barrio Cabo de San Antonio y La Fe, Catalina, Cortés, Hato de Guane, Isabel Rubio (Paso Real de Guane), Juan Gómez, La Grifa, Las Martinas, Los Acostas, Manuel Lazo (Cayuco), Portales, Pueblo, Punta de la Sierra, Sábalo và Tenería.
Đô thị này được lập năm 1602.
Nước ngọt Ciego Montero được sản xuất ở Guane.

## Dân số
Năm 2004, đô thị Guane có dân số 35.893 người. với diện tích 717 km² (276,8 mi²), và mật độ diện tích 50,1người/km² (129,8người/sq mi).